# Leptotogea pseudocomplacita
Leptotogea pseudocomplacita är en stekelart som beskrevs av Heinrich 1968. Leptotogea pseudocomplacita ingår i släktet Leptotogea och familjen brokparasitsteklar. Inga underarter finns listade i Catalogue of Life.